# Art Davis
Art Davis (* 5. Dezember 1934 in Harrisburg, Pennsylvania; † 29. Juli 2007 in Longbeach, Kalifornien) war ein US-amerikanischer Kontrabassist. Er spielte unter anderem mit Duke Ellington, Louis Armstrong, Bob Dylan, John Coltrane, Thelonious Monk, Rahsaan Roland Kirk und Abbey Lincoln.

## Leben und Wirken
Mit fünf Jahren begann er Klavier zu lernen und stieg dann auf die Tuba um. In der High School entdeckte er dann den Kontrabass für sich. Er studierte an der Juilliard School und promovierte am Hunter College in New York.
Davis ging zunächst mit Max Roach (1958/59) und dann mit Dizzy Gillespie (1959/60) auf Tournee. In den folgenden Jahren arbeitete er mit Roach und Hasaan Ibn Ali sowie mit Folksängern wie Peter, Paul and Mary und John Denver sowie mit Lena Horne und mit Judy Garland. Er arbeitete dann in Orchestern wie der Los Angeles Philharmonic und diversen Rundfunkorchestern, aber vor allem in den Studios. Nachdem ihm eine freie Stelle als Orchester-Kontrabassist verwehrt blieb (er war der Meinung, dass seine schwarze Hautfarbe das Problem war), verklagte er daraufhin die New Yorker Philharmoniker. Dieser Prozess hat ihn die meisten Kontakte im Musikgeschäft gekostet. Den Prozess gegen das Orchester verlor er. In der Zwischenzeit studierte er klinische Psychologie, promovierte und praktizierte in Südkalifornien. 
Er schrieb ein Fachbuch über eine von ihm entwickelte 4-Fingertechnik für das Spielen des Kontrabass und lehrte an mehreren amerikanischen Colleges und Universitäten. Mitte der 1980er Jahre fing er wieder an öffentlich aufzutreten. Er nahm noch einige Tonträger auf. Außerdem gründete er die Stiftung B.A.S.S. (Better Advantages for Students and Society), die Geld sammelte, um sozial schwache Studenten Stipendien zu vergeben. 
John Coltrane, an dessen Alben Africa/Brass (1961) und Ascension Art Davis (1965) mitwirkte, betrachtete ihn als seinen Lieblingsbassisten. Jazzkritiker Nat Hentoff wertete Davis als „einen erstaunlichen Musiker“ und als „jenseits der Kategorien“. Art Davis war Professor am Orange Coast College.
Am 29. Juli 2007 starb er an den Folgen eines Herzinfarkts in seinem Haus in Kalifornien, nachdem er kurz zuvor noch im Aufnahmestudio war.

## Diskographie (Auswahl)
- Reemergence (1980) mit Hilton Ruiz und Greg Bandy
- Fife (Soul Note, 1985) mit Pharoah Sanders, John Hicks und Idris Muhammad
- A Time Remembered (1995) mit Herbie Hancock, Marvin Smitty Smith, Ravi Coltrane
- Puttin' On The Ritz (2002) mit Jan Jordan
- Kansas City Outbound (JMood, 2008) mit Roberto Magris und Jimmy Junebug Jackson